# ایپولیتو دزیدری
الگو:Infobox writer/Wikidata

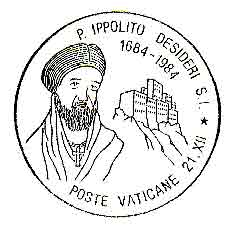
مهر پست با تصویر ایپولیتو دزیدری

ایپولیتو دزیدری (انگلیسی: Ippolito Desideri; ۲۱ دسامبر ۱۶۸۴ – ۱۴ آوریل ۱۷۳۳) گردشگر، و مبلغ مذهبی انجمن عیسی بود. و مشهورترین مبلغان اولیه اروپایی برای بازدید از تبت است.